# Eskadra
Eskadra je označení pro svazek větších válečných lodí stejného druhu (u menších plavidel se používá pojem flotila), popřípadě menší útvar lodí operujících samostatně v určité oblasti, nebo u vojenského letectva označení svazku letek či perutí stejného druhu, například escadre u Francouzského letectva.